# 非那吡啶
非那吡啶是一種偶氮化物藥物，呈红色晶体。當服用後隨着尿液排出時，能夠對發炎部位鎮痛，舒緩不適。這種藥物常處方與尿道炎患者，又或因手術或其他原因而使尿道受傷的病人。常見的份量有100毫克或200毫克，於進餐時或餐後口服，一般每日三次。
非那吡啶可通过氯化重氮苯与2,6-二氨基吡啶反应产生。它于1914年发现，1928年收入美国药典。2021年，非那吡啶是美国第285常用的处方药，有超过700,000张处方。

## 医药用处
非那吡啶对尿道有镇痛作用。它有时会与抗生素（通常是诺氟沙星）或其它抗感染药联合使用以立即缓解症状。非那吡啶不能治疗感染和受伤，只能缓解症状。尿道感染患者只能使用非那吡啶1–2天，使用更长时间会掩盖症状。
患者使用导尿管、膀胱镜，或是在完成尿道、前列腺、膀胱手术后，会刺激尿道的上皮组织。非那吡啶也用于缓解这些患者排尿时的刺激和不适。

## 副作用

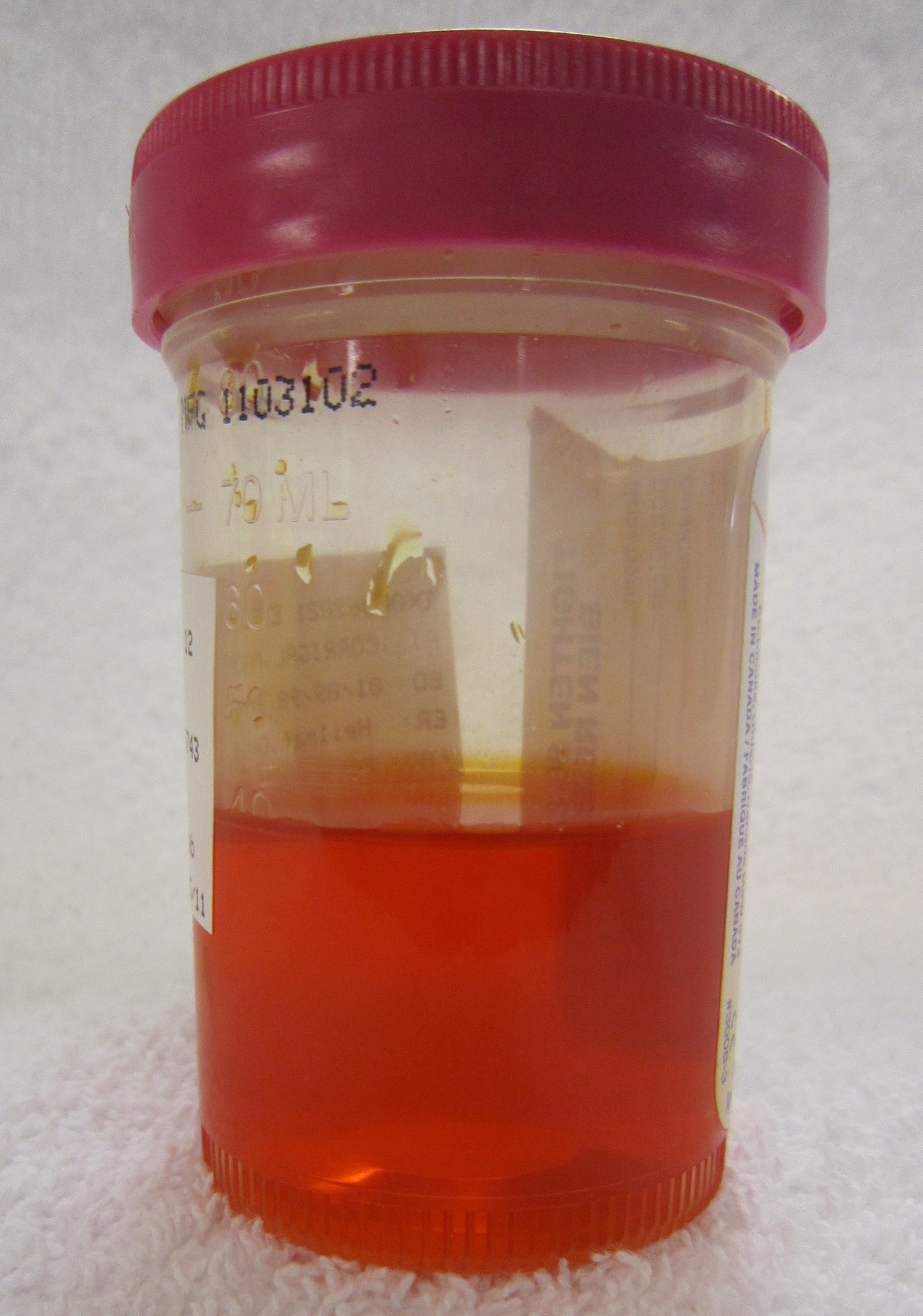
服用非那吡啶后，尿液会变成橙色

非那吡啶会导致尿液变成红色、橙色、棕色。此现象常见、无害，是非那吡啶存在于体内的关键指标。服用非那吡啶的人不应戴隐形眼镜，因为它会使隐形眼镜和织物永久褪色。
非那吡啶也会导致头痛、腹痛、头晕。它还会把皮肤、眼睛染成明显的黄色，但该情况较少见。这是因为肾脏排泄非那吡啶受阻，造成非那吡啶在皮肤堆积。发生此现象的患者说明他们需要停用非那吡啶。非那吡啶的其它副作用包括发烧、神经错乱、呼吸困难、皮疹，以及脸、手指、脚、腿水肿。长期服用非那吡啶会导致指甲变黄。
由于非那吡啶会造成氧化应激，导致溶血反应（红血球分解死亡的现象），因此葡萄糖-6-磷酸脱氢酶缺乏症患者不应服用非那吡啶。有报道称过量服用，甚至按照正常剂量服用非那吡啶都会导致高铁血红蛋白血症，其中至少一例中的患者本来就缺少高铁血红蛋白还原酶，而这很可能是她患上高铁血红蛋白血症的原因。据报道，非那吡啶也会造成硫血紅蛋白血癥。
虽然没有证据表明非那吡啶在人体内会致癌，但动物实验显示非那吡啶是致癌物。非那吡啶对怀孕的动物没有不良反应，但这点仍没有人体实验支持。非那吡啶是否会出现在母乳中尚不明确。

## 药代动力学
非那吡啶的药代动力学性质仍未完全确认。非那吡啶的动物实验研究较多，但这些研究结果不能直接应用到人体上。大鼠实验表明非那吡啶的半衰期是7.35小时，其中40%会被肝脏代谢。

## 作用机制
非那吡啶的作用机制不明确，目前只有初步了解。它对尿道粘膜有直接的局部镇痛作用。它会迅速由肾脏直接随尿液排泄。非那吡啶在人体内主要会被羟基化，而其偶氮基团通常不会断裂。口服的非那吡啶中有65%没有发生化学反应，原封不动从尿液排出体外。

## 外部連結
- Information about phenazopyridine （页面存档备份，存于） from the US National Library of Medicine
- Interstitial Cystitis Association （页面存档备份，存于）
- American Urological Association